# Gearbox Software
Gearbox Software, L.L.C.は、テキサス州フリスコに本社を置くアメリカのコンピュータゲーム開発会社。元Rebel Boat Rockerの開発者5人によって1999年2月に設立された。当初はValve Corporationのゲーム『Half-Life』の拡張パック開発や、その他ゲームの移植を行っていた。後に独自ゲームの開発も行うようになり、代表作に『ブラザー イン アームズシリーズ』や『Borderlandsシリーズ』等がある。また、『Duke Nukem』や『Homeworld』の知的財産も所有している。
2015年にはGearbox Publishingを設立し、パブリッシングにも進出。2019年にはGearbox SoftwareとGearbox Publishingの親会社として、持ち株会社Gearbox Entertainmentが設立された。Gearbox Entertainmentは2021年2月にEmbracer Groupに買収され、7番目の事業グループとなった。
2024年3月、Embracer GroupはTake-Two Interactiveに4億6000万ドルでGearbox Entertainmentを売却した。

## 歴史

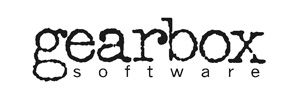
ブライアン・マーテル、スティーヴン・バール、ランドン・モントゴメリーによって作成されたGearboxのオリジナルロゴの2つのうちの1つ。「Gearbox」の部分は、マーテルの古いタイプライターを使用して制作された。理想的な「g」を持つのがそれだけだったからという。

Gearbox Software（以下、Gearbox）は、Rebel Boat Rockerの開発者だったランディ・ピッチフォード、ブライアン・マーテル、スティーヴン・バール、ランドン・モントゴメリー、ロブ・ヘイロニムスの5人によって、1999年2月16日に設立された。Rebel Boat Rocker以前は、ピッチフォードとマーテルは3D Realmsで共に働いており、モントゴメリーはベセスダ・ソフトワークスで働いていた。
彼らは、ValveのHalf-Lifeの拡張パック開発からスタートした。その後、Half-Life の家庭用ゲーム機への移植（それぞれ新しいゲームコンテンツを含む）を行い、Half-LifeのMODとして成功を収めた『Counter-Strike』の開発を通して、家庭用ゲーム製作の経験を積み上げていった。 『Opposing Force』、『Blue Shift』、『Counter-Strike: Condition Zero』、PlayStation 2用の『Half-Life（『Decay』を含む）』、ドリームキャスト用の『Half-Life（『Blue Shift』を含む）』など、全ての『Half-Life』MODや移植版の開発支援を行っていった。さらに他のパブリッシャーにも手を広げ、追加要素にこだわった移植作品をリリースしていった。これらは逆に家庭用機からPCへの移植となった。これらの作品には、初のファーストパーソン・シューティング（FPS）でない『トニー・ホーク プロスケーター3』や、FPSの『Halo: Combat Evolved』があり、それぞれActivisionやMicrosoft Game Studiosと新たなパブリッシャー関係を築いた。また、Electronic Artsの初期の5年間には、007シリーズのPCゲーム（『007 ナイトファイア』）という形での新規開発も行われた。
2005年には、オリジナル作品である『ブラザー イン アームズシリーズ』の第1作『ブラザー イン アームズ ロード トゥ ヒル サーティー』を、Xbox、Microsoft Windows、PS2で発売。同年後半には、続編の『ブラザー イン アームズ 名誉の代償』が発売された。2008年には、『ブラザー イン アームズ ヘルズハイウェイ』が発売された。
2007年には、クライムアクション映画『ヒート』やSFホラー『エイリアン』など、映画の知的財産をライセンスした新しいプロジェクトが発表された。Game Informer誌2007年9月号では、新たなSFシューティングゲーム『Borderlands』が発表された。その後、ピッチフォードはオンラインインタビューで「『ヒート』の開発はまだ始まっていない」と述べた。その後、セガのリズムゲーム『サンバDEアミーゴ』の新バージョンをWii向けに開発すると発表した。
2013年7月、『Homeworld』と『Homeworld 2』を、ダウンロード販売だけでなく、最新のPC向けに高精細化して再販することを発表した。
2014年7月、『Aliens: Colonial Marines』をめぐる集団訴訟について、ピッチフォードは「パブリッシャーの責任」として正式に異議を唱えた。
Gearboxは2015年にGearbox Publishingを設立し、2016年12月にはPeople Can Flyの『バレットストーム』のリマスター版を皮切りに、サードパーティー製ゲームのパブリッシングを行うことが発表された。 ピッチフォードは、Gearboxを以前から知られていた分野以外への進出を始めたいと考え、Gearbox Publishingをそのスタートとしたと述べている。2019年5月にGearboxは、The Gearbox Entertainment Company, Inc.(Gearbox Entertainment)を、Gearbox SoftwareとGearbox Publishingの持株会社として設立した。
2007年頃に退社していた共同創業者のランドン・モントゴメリーが、2020年3月25日に死去。
2021年2月、Gearbox EntertainmentはEmbracer Groupに約13億ドルで完全に買収され、同社の7番目の主要な持株グループとして追加されることになった。ピッチフォードは、資金調達を模索していた2016年頃にEmbracerに出会い、彼らの分散型スタジオモデルがGearboxにとって上手くいくと見たと語っている。 2K GamesはGearboxの取締役会に残り、『Borderlandsシリーズ』のパブリッシングを継続する。
Embracer Groupは4億6000万ドルでGearbox EntertainmentをTake-Two Interactiveに売却した。具体的には「Gearbox Montréal」「Gearbox Studio Quebec」他、スピンオフ含む『Borderlands』『Homeworld』『Risk of Rain』『Brothers in Arms』『Duke Nukem』シリーズの権利をTake-Two Interactiveに売却した。一方で、「Gearbox Publishing San Francisco」「Captured Dimensions」「Lost Boy Interactive」『NeverWinter Online』や『Star Trek Online』を含む「Cryptic Studios」、『Remnant』『Hyper Light Breaker』および今後発売される未発表作品のパブリッシング権はEmbracer Groupが保持することとなった。

### Duke Nukemの権利取得
『Duke Nukem Forever』は、『Duke Nukemシリーズ』を制作した3D Realms社において、2000年以前から開発が難航していたプロジェクトであった。2009年の財務難により3D Realmsは人員削減を余儀なくされ、最終的には開発スタッフのほとんどを解雇した。Take-Two Interactiveは、『Duke Nukem Forever』の制作を怠ったとして3D Realmsを提訴した。
ジョージ・ブルサードを含む多くの3D Realmsスタッフと関わりを持っていたピッチフォードは、3D Realmsチームの多くがまだ『Duke Nukem Forever』の開発に意欲的で、自宅でできる限りの作業をしていることを知った。ピッチフォードはTake-Twoと交渉し、元3D Realmsのスタッフの多くをGearbox本社にあるTriptych Gamesという新しいスタジオに集め、2009年に3D Realmが閉鎖された後も『Duke Nukem Forever』の開発を続けられるようにした。、2010年9月、Take TwoとGearboxは『Duke Nukem Forever』の制作が終了したと発表した。
『Duke Nukem Forever』は2011年6月に発売されたが、発売時には否定的な評価を受け、その多くは時代遅れで未完成とも思えるゲームの内容に向けられていた。このような評価にもかかわらず、発売時にはチャートのトップで利益を出した。
2013年6月、3D Realmsは『Duke Nukem Forever』のロイヤリティ未払いを理由にGearboxを提訴した。 2013年9月、3D Realmsは創業者のスコット・ミラーが誤解だったと説明したことで提訴を取り下げた。
3D Realmsは最終的にInterceptor Entertainmentに一部買収され、2014年にはDuke Nukemの新作ゲーム『Duke Nukem: Mass Destruction』の製作計画を発表した。Gearboxは、GearboxがDuke Nukemシリーズの権利を所有するようになったという事実に基づき、3D RealmsとInterceptorを提訴した。 この訴訟は2015年8月に法廷外で和解し、3D RealmsとInterceptorは、Gearboxが『Duke Nukemシリーズ』の完全な権利を所有していることを認めた。

### 『Aliens: Colonial Marines』をめぐる論争
2013年2月、匿名の情報源がデストラクトイドに報告したところによると、Gearboxは『Aliens: Colonial Marines』から人材とリソースを奪って『Borderlands』や『Duke Nukem Forever』の仕事をさせていたにもかかわらず、まるで『Aliens: Colonial Marines』で仕事をしているかのようにセガから制作費を受け取っていた。2008年のある時点で、セガは一時的にゲーム制作を中止してしまったが、それはリソースをシフトしていることやプロジェクト人数の嘘がセガと2K Gamesに発覚したからという。これが2008年後半のGearboxのレイオフにつながった
。
このゲームの開発の多くはGearbox Softwareによるものではなく、Gearboxの不始末を補うために他の開発者に外注されていたとの告発により、このゲームはさらなる論争を巻き起こした。セガは当初そのような外注があったことを否定していたが、情報筋によると、ゲームのダウンロードコンテンツはDemiurge StudiosとNerve Softwareが担当し、ゲームのキャンペーンの大部分はTimeGate Studiosが担当していた。何度か遅延があったにもかかわらず、予定されていたベータ版を予定通りに作成することができなかったと主張している。このため、大部分が未完成の状態であったにもかかわらず、ゲームの再設計、認証、出荷が急がれることになった。
2013年4月に2人のプレイヤーによって起こされた集団訴訟は、「GearboxとセガがPAXやE3などのイベントで、製品版を正確に表現していないデモを見せて『Aliens: Colonial Marines』の宣伝を不正に行った」と主張していたが、セガと原告は2014年末に和解に達し、セガは原告に125万ドルを支払うことで合意した。原告側は2015年5月にGearboxを訴訟から取り下げた
。
2013年4月5日、セガはXbox 360版とPlayStation 3版のゲームの評判が悪かったため、Wii U版の移植が中止されたことを確認した。 また、4月にはGearboxが破産競売でTHQから『Homeworld』のフランチャイズを買収した。
2013年5月、TimeGate Studiosが連邦倒産法第11章の適用を申請したと報じられた
。

### Gearbox Studio Québec
2015年12月、Gearboxはカナダのケベック・シティーに第2の開発スタジオをオープンした。 同スタジオは、セバスティアン・ケイスと元Activisionのアートディレクターであるピエール・アンドレ・デリー が運営している。チームは100人以上のメンバーで構成され、オリジナルのAAAタイトルの開発に貢献している。

## ゲーム開発

### Half-Life
拡張パックの『Opposing Force』と『Blue Shift』、ドリームキャスト版『Half-Life(『Blue Shift』を含む)』とPlayStation 2版『Half-Life (『Half-Life: Decay』を含む)』 の移植、『Counter-Strike』のリテールリリースと『Condition Zero』のメイン部分でも多くの仕事をしている。

### Brothers in Arms
創設4年目に、Gearboxは初の自主制作ゲームに取り組み始めた。『ブラザー イン アームズ ロード トゥ ヒル サーティー』である。PCとMicrosoftのXbox向けに開発され、Unreal Engine 2を使用して開発されたこの作品は、2005年3月に発売された。その7ヶ月後には、続編の『ブラザー イン アームズ 名誉の代償』が発売された。シリーズはUbisoftから発売され、UBIは両方のゲームをPS2に対応させた。その後、携帯型ゲーム（携帯電話、PlayStation Portable、Nintendo DS）、家庭用のWii向けに『ブラザー イン アームズシリーズ』を開発した。
2005年、GearboxはEpic GamesからUnreal Engine 3のライセンスを取得し、これまで使用されていたUnreal Engine 2に代わり、次世代技術とコンテンツの需要に対応するために社内の開発チームを強化した。 『ブラザー イン アームズ ヘルズハイウェイ』は、同社のフラッグシップ・フランチャイズの最初の新作として発表された。
『ブラザー イン アームズ ヘルズハイウェイ』は2008年9月に発売された。2008年までに、このフランチャイズはコミックシリーズ、2部構成のテレビドキュメンタリーが制作され、アクションフィギュア、ノベライズとノンフィクションの歴史書も発売された。

### Borderlandsシリーズ
『ブラザー イン アームズ 名誉の代償』の完成後、Gearboxは2作目のオリジナルゲーム『Borderlands』の制作に着手した。Game Informer誌2007年9月号で発表された『Borderlands』は、「Mad Max meets Diablo」と表現され、初期のアートスタイルと最初の3人のプレイアブルキャラクターのスクリーンショットと共に、FPSとRPGを組み合わせたゲーム内容が明らかになった。2007年にはヨーロッパのGames Conventionで、2008年にはGamesConとE3でも発表された。2009年初頭にはPC Gamer誌で、グラフィックスタイルを変更し、4人目のプレイヤーキャラクターを追加したことが明らかになった。『Borderlands』は2009年に発売された。
発売以来300万本から400万本半のセールスを記録した初代Borderlandsの予想外の成功を受けて、クリエイティブ・ディレクターのマイク・ニューマンは『Borderlands 2』の制作の可能性について述べた。『Borderlands 2』の初公開はGamescom 2011で行われ、Game Informer誌9月号では大規模なプレビューが掲載され、『Borderlands 2』が表紙を飾った。『Borderlands 2』は北米で2012年9月18日に発売され、全世界では2012年9月21日に発売された。

### Duke Nukemシリーズ
Gearboxは2009年のスタジオ縮小に伴い、3D Realmsから『Duke Nukemシリーズ』を買収し、3D Realmsの元メンバーで結成されたTriptych Gamesと共同で、2011年6月に『Duke Nukem Forever』をリリースした。
Gearboxは、2015年7月には新作Duke Nukemの開発をしている事が確認されている
。
2016年9月4日、Gearboxは『Duke Nukem 3D: 20th Anniversary Edition World Tour』を発表した。これには、一部のオリジナル開発者と共同開発した新ステージや、オリジナルのデューク役声優ジョン・セント・ジョンによる再録音声、オリジナル作曲家のリー・ジャクソンによる新楽曲などが収録されている。ゲームは2016年10月11日に発売された。

### Battleborn
2016年5月に発売された『Battleborn』は、マルチプレイヤーオンラインバトルアリーナ（MOBA）要素を持つ協力型FPS。舞台は、複数の種族が宇宙最後の星の所有権を争う宇宙ファンタジーの設定。プレイヤーは、あらかじめ設定された複数のヒーローの中から1人を選択し、ミッション終了時の戦利品で得られるパッシブ能力をカスタマイズして、プレイヤー対プレイヤー、プレイヤー対環境の両方のイベントをクリアする。このようなイベントでは、キャラクターは「ヘリックスツリー」を通じてレベルアップし、各レベルで2つの能力のうち1つが付与される。『Battleborn』は批評家から高い評価を受けていたが、Blizzard Entertainmentの類似したヒーローシューター『Overwatch』が3週間後にリリースされ、瞬く間にその影に隠れてしまった。 ゲームは2017年6月にFree-to-play化され、2021年1月にサービス終了されることになった
。

### Homeworldシリーズ
Gearboxは2013年にTHQから、10年間新作が発売されていなかった『Homeworldシリーズ』の権利を取得した。 その後、2015年には『Homeworld Remastered Collection』が発売され、最新のWindowsおよびMac OSと互換性のある、『Homeworld』と『Homeworld 2』の高解像度版が収録されている。
2013年9月、GearboxはBlackbird Interactiveとの提携を発表し、当時『Hardspace: Shipbreaker』という名だったIPのライセンスを取得した。これは後に『Homeworldシリーズ』に組み込まれ『Homeworld: Deserts of Kharak』となり、1999年のオリジナル『Homeworld』の前日譚として、2016年1月20日にリリースされた。
2019年8月30日、GearboxはBlackbird Interactiveが再び開発する『Homeworld 3』を発表した。 このゲームの開発は、Figのクラウドファンディングを通じて、部分的に資金を調達している。 現在、2022年の第4四半期にゲームをリリースすることが計画されている
。

## その他メディア
ボーダーランズの映画版は、2015年頃からGearboxとライオンズゲートとの間で制作が進められており、イーライ・ロスが監督を務めることになっているが、2020年2月の時点ではまだ製作が開始されていない
。
2020年4月、Gearboxは『ブラザーズ・イン・アームズシリーズ』をベースにしたテレビシリーズを制作していることを発表した。

## 技術
2006年にはDellやIntelと提携し、スタジオに開発用コンピュータシステムや技術を提供した。
2007年6月には、既存のVicon製光学式モーションキャプチャシステムを強化するために、慣性センサ式のMovenモーションキャプチャシステムを購入し、社内に2つのモーションキャプチャ技術を持つ、数少ない独立系デベロッパの1つになった
。
2008年2月には、NaturalMotionのミドルウェアMorphemeのライセンスを取得したことが発表された
。

## 関連作品

### 開発
| 発売年 | 邦題 原題                                                                            | プラットフォーム                                                      | 発売                   |
| ------ | ------------------------------------------------------------------------------------ | --------------------------------------------------------------------- | ---------------------- |
| 1999   | Opposing Force Half-Life: Opposing Force                                             | Linux/macOS/Microsoft Windows                                         | Sierra Studios         |
| 2001   | Blue Shift Half-Life: Blue Shift                                                     | Linux/macOS/Microsoft Windows                                         | Sierra Studios         |
| 2001   | ハーフライフ Half-Life                                                               | PlayStation 2                                                         | Sierra Studios         |
| 2001   | Decay Half-Life: Decay                                                               | PlayStation 2                                                         | Sierra Studios         |
| 2002   | トニー・ホーク プロスケーター3 Tony Hawk's Pro Skater 3                              | Microsoft Windows                                                     | Activision O2          |
| 2002   | 007 ナイトファイア James Bond 007: Nightfire                                         | Microsoft Windows                                                     | EA Games               |
| 2003   | Halo: Combat Evolved                                                                 | Microsoft Windows                                                     | Microsoft Game Studios |
| 2005   | ブラザー イン アームズ ロード トゥ ヒル サーティー Brothers in Arms: Road to Hill 30 | macOS/Microsoft Windows/PlayStation 2/Xbox                            | Ubisoft                |
| 2005   | ブラザー イン アームズ 名誉の代償 Brothers in Arms: Earned in Blood                  | macOS/Microsoft Windows/PlayStation 2/Mobile/PlayStation 2/Wii/Xbox   | Ubisoft                |
| 2006   | Brothers in Arms: D-Day                                                              | PlayStation Portable                                                  | Ubisoft                |
| 2007   | Brothers in Arms DS                                                                  | ニンテンドーDS                                                        | Ubisoft                |
| 2008   | サンバDEアミーゴ Samba de Amigo                                                      | Wii                                                                   | セガ                   |
| 2008   | Brothers in Arms: Double Time                                                        | macOS/Wii                                                             | Ubisoft                |
| 2008   | ブラザー イン アームズ ヘルズハイウェイ Brothers in Arms: Hell's Highway             | Microsoft Windows/PlayStation 3/Xbox 360                              | Ubisoft                |
| 2009   | Borderlands                                                                          | macOS/Microsoft Windows/PlayStation 3/Xbox 360                        | 2K Games               |
| 2011   | デューク ニューケム フォーエバー Duke Nukem Forever                                  | macOS/Microsoft Windows/PlayStation 3/Xbox 360                        | 2K Games               |
| 2011   | Aliens Infestation                                                                   | ニンテンドーDS                                                        | セガ                   |
| 2012   | Borderlands 2                                                                        | Linux/macOS/Microsoft Windows/PlayStation 3/PlayStation Vita/Xbox 360 | 2K Games               |
| 2012   | Borderlands Legends                                                                  | iOS                                                                   | 2K Games               |
| 2013   | Aliens: Colonial Marines                                                             | Microsoft Windows/PlayStation 3/Xbox 360                              | セガ                   |
| 2014   | Borderlands: The Pre-Sequel                                                          | Linux/macOS/Microsoft Windows/PlayStation 3/Xbox 360                  | 2K Games               |
| 2015   | Borderlands: The Handsome Collection                                                 | PlayStation 4/Xbox One                                                | 2K Games               |
| 2015   | Homeworld Remastered Collection                                                      | macOS/Microsoft Windows                                               | Gearbox Software/Aspyr |
| 2016   | バトルボーン Battleborn                                                              | Microsoft Windows/PlayStation 4/Xbox One                              | 2K Games               |
| 2016   | Duke Nukem 3D: 20th Anniversary World Tour                                           | Microsoft Windows/PlayStation 4/Xbox One                              | Gearbox Publishing     |
| 2019   | Penn & Teller VR: F U, U, U, & U                                                     | Microsoft Windows/PlayStation VR/Oculus Quest                         | Gearbox Publishing     |
| 2019   | Borderlands 3                                                                        | Microsoft Windows/PlayStation 4/Xbox One                              | 2K Games               |

### 発売
| 発売年 | 邦題 原題                      | プラットフォーム                                                       | 開発                      |
| ------ | ------------------------------ | ---------------------------------------------------------------------- | ------------------------- |
| 2016   | Homeworld: Deserts of Kharak   | macOS/Microsoft Windows                                                | Blackbird Interactive     |
| 2017   | Bulletstorm: Full Clip Edition | Microsoft Windows/Nintendo Switch/PlayStation 4/Xbox One               | People Can Fly/Epic Games |
| 2017   | フォートナイト Fortnite        | Microsoft Windows/PlayStation 4/Xbox One                               | Epic Games                |
| 2017   | Desert Bus VR                  | Microsoft Windows                                                      | Dinosaur Games            |
| 2018   | We Happy Few                   | Microsoft Windows/PlayStation 4/Xbox One                               | Compulsion Games          |
| 2018   | Earthfall                      | Microsoft Windows/PlayStation 4/Xbox One/Nintendo Switch               | Holospark                 |
| 2019   | Trover Saves the Universe      | Microsoft Windows/PlayStation 4/Xbox One/Nintendo Switch               | Squanch Games             |
| 2020   | Risk of Rain 2                 | Microsoft Windows/Nintendo Switch/PlayStation 4/Xbox One/Google Stadia | Hopoo Games               |
| 2020   | Godfall                        | Microsoft Windows/PlayStation 5                                        | Counterplay Games         |
| 2021   | Tribes of Midgard              | Microsoft Windows/PlayStation 5                                        | Norsfell Games            |
| 2022   | Homeworld 3                    | Microsoft Windows                                                      | Blackbird Interactive     |